# Довр (Вісконсин)
Довр (англ. Dovre) — місто (англ. town) в США, в окрузі Беррон штату Вісконсин. Населення — 825 осіб (2020).

## Демографія
Згідно з переписом 2010 року, у місті мешкало 849 осіб у 309 домогосподарствах у складі 243 родин. Було 344 помешкання
Расовий склад населення:
| - 99,5 % — білих - 0,2 % — чорних або афроамериканців - 0,1 % — азіатів |

До двох чи більше рас належало 0,1 %. Частка іспаномовних становила 0,8 % від усіх жителів.
За віковим діапазоном населення розподілялося таким чином: 25,3 % — особи молодші 18 років, 62,2 % — особи у віці 18—64 років, 12,5 % — особи у віці 65 років та старші. Медіана віку мешканця становила 39,5 року. На 100 осіб жіночої статі у місті припадало 104,6 чоловіків;  на 100 жінок у віці від 18 років та старших — 109,2 чоловіків також старших 18 років.
Середній дохід на одне домашнє господарство  становив 58 220 доларів США (медіана — 50 833), а середній дохід на одну сім'ю — 63 540 доларів (медіана — 55 865). Медіана доходів становила 41 417 доларів для чоловіків та 33 750 доларів для жінок. За межею бідності перебувало 16,1 % осіб, у тому числі 32,0 % дітей у віці до 18 років та 6,2 % осіб у віці 65 років та старших.
Цивільне працевлаштоване населення становило 373 особи. Основні галузі зайнятості: освіта, охорона здоров'я та соціальна допомога — 20,1 %, виробництво — 17,2 %, роздрібна торгівля — 11,8 %, сільське господарство, лісництво, риболовля — 10,2 %.